# 有山先生
有山先生（1999年—），本名李沛然，是中国大陆的视频创作者，他將自己朗诵古汉语名篇佳作的過程上傳到Bilibili，其在Bilibili粉丝数超过百万。

## 生平
李沛然出生于1999年的四川省德阳市的一个普通的工薪家庭，父母自幼重视对李沛然的教育。初中毕业后，李沛然因为古文特长被成都七中破格录取。高中期间李沛然是国学社的副社长，时常向低年级的同学讲国学、周易、老庄，并因此闻名于校园。2017年高考后，因为数学英语不好而心灰意冷，他决定去父亲的乡下老家“隐居”。
李沛然参与了山东卫视《国学小名士》第四季节目的录制，并担任“助教”。